# Michałów-Grabina
Michałów-Grabina is een plaats in het Poolse district  Legionowski, woiwodschap Mazovië. De plaats maakt deel uit van de gemeente Nieporęt en telt 502 inwoners.